# Zbyszek Zaborowski
Zbyszek Zaborowski (Wilamowice; 26 de Fevereiro de 1958 — ) é um político da Polónia. Ele foi eleito para a Sejm em 25 de Setembro de 2005 com 12643 votos em 31 no distrito de Katowice, candidato pelas listas do partido Sojusz Lewicy Demokratycznej.
Ele também foi membro da Sejm 1993-1997, Sejm 1997-2001, and Sejm 2001-2005.